# 發酵劑

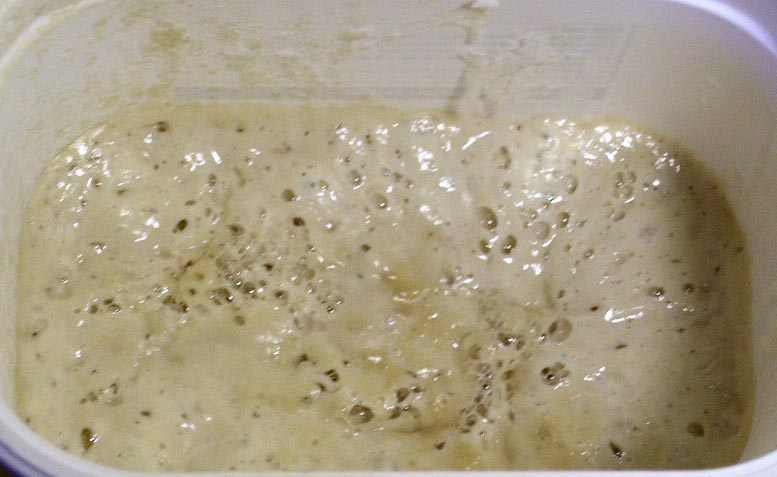
老麵

發酵劑（英語：fermentation starter）是指用以生產發酵食品的細菌、微生物培養物。
按发酵剂制备过程可分：
- 商品发酵剂：指从微生物研究单位购人的纯菌种或纯培养物。
- 母发酵剂：指在生产厂中用纯菌种制备的发酵剂。它是乳品厂各种发酵剂的起源。
- 中间发酵剂：指母发酵剂不断的扩大培养产生的大量发酵剂。
- 生产发酵剂：指直接用于实际生产的发酵剂。

## 種類
- 老麵
- 麴
- 日本麹（日语：麴）
- 朝鮮麴（英语：Nuruk）
- 燻造（英语：Meju）